# آنا بومان دود
آنا بومان دود (بالإنجليزية: Anna Bowman Dodd)‏ (21 يناير 1858، بروكلين في الولايات المتحدة - 1929، باريس في فرنسا)؛ روائية أمريكية.

## معرض صور

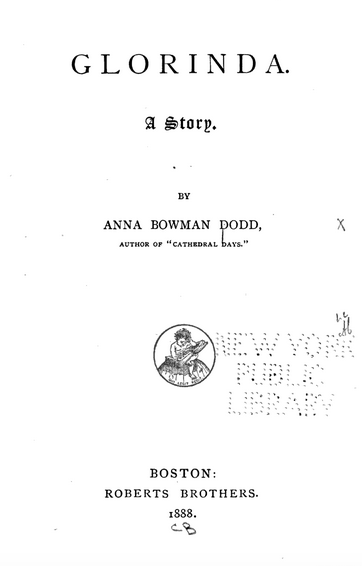
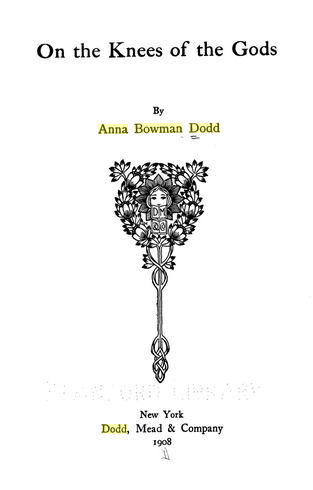
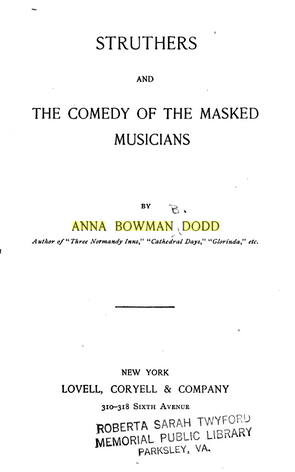
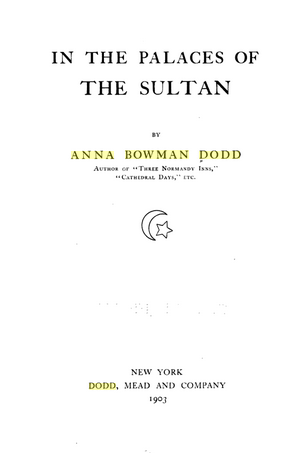